# Firehouse Five Plus Two

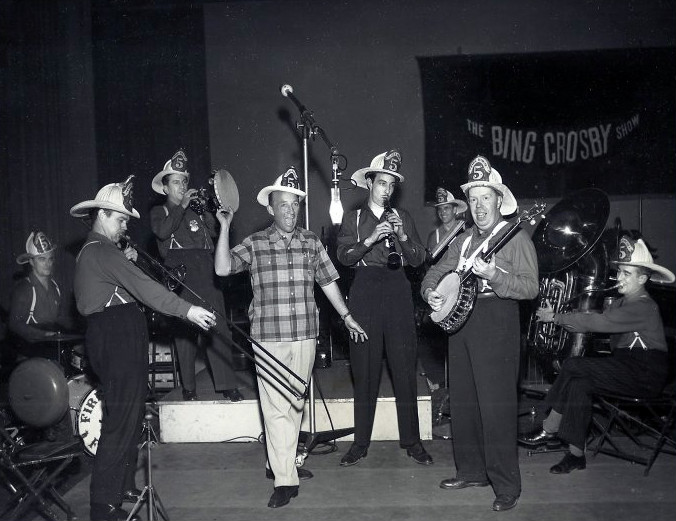
La band con Bing Crosby per un'apparizione nel suo programma radiofonico CBS, 1950

I Firehouse Five Plus Two sono stati un gruppo di Dixieland Jazz popolare negli anni '50, composto da membri della Disney.
Il leader e trombonista Ward Kimball decise di formare la band dopo aver scoperto che i colleghi avevano molto da condividere con lui come appassionati di Jazz.
Le chiacchierate dell'ora di pranzo si trasformarono in una vere e proprie jam session, scoprendo presto che "suonavano abbastanza bene da soli".
La band è stata anche determinante nella creazione dell'etichetta Good Time Jazz sotto la guida del collega appassionato Lester Koenig, che ha gestito tutte le uscite della band da The Firehouse Five Plus Two Story, Volume 1 degli anni '40 a Live at Earthquake McGoon's degli anni '70. Walt Disney approvava la band, permettendo loro di suonare alle feste di Natale dell'azienda, a Disneyland e ad altre funzioni sociali, alla sola condizione che non lasciassero mai del tutto il lavoro presso lo studio.

## Origine del nome
Il nome "Firehouse" proveniva da un'autopompa americana LaFrance del 1916 che Ward Kimball restaurò per il locale Horseless Carriage Club, e il "Plus Two" derivava dal fatto che la band aveva sette persone.

## Membri
I fondatori della band, come elencati nelle note di copertina di The Firehouse Five Plus Two Story sono i seguenti:
- Danny Alguire — ( Cornetta ) esperto di impronte digitali presso il dipartimento di polizia di Los Angeles, assistente alla regia presso la Disney. (1949-1952; 1954-1972; 1980)
- Harper Goff —( Banjo) illustratore presso la Warner Brothers e il Colliers Magazine, designer Disney e Imagineer. (1949-1952; 1954-1956; 1980)
- Ward Kimball — (Trombone, sirena, tamburello, effetti sonori, asse per lavare, leader ) animatore capo e regista per Walt Disney Animation e Disney Studios. (1949-1952; 1954-1972; 1980)
- Clarke Mallery - (Clarinetto) animatrice dei cartoni animati di Superman e Aquaman degli anni '60. (1949-1952)
- Monte Mountjoy — (Batteria )
- Erdman (Ed) Penner - ( sassofono soprano, sassofono basso nelle prime registrazioni, poi passato alla tuba) sceneggiatore della Walt Disney Animation. (1949-1952; 1954-1956)
- Frank Thomas - Piano, animatore capo per Walt Disney Animation. (1949-1952; 1954-1965; 1980)

Successivamente, altri artisti Disney e musicisti professionisti si unirono:
- George Bruns - (Tuba, Trombone) in sostituzione di Kimball, compositore di molti film d'animazione e live action Disney. (1956-1966)
- Eddie Forrest - (Batteria) Batterista della Disney Studios Orchestra e dell'Hollywood Bowl Orchestra. (1955-1972; 1980)
- Don Kinch - (Tuba) in sostituzione di Ed Penner dopo la sua morte. (1960-1972)
- Jimmy MacDonald - (Batteria) doppiatore, artista Foley e capo del dipartimento sonoro della Disney. (1949; 1954-1955)
- George Probert - (Clarinetto e Sassofono soprano) ex assistente alla regia alla Disney. (1954-1972; 1980)
- Dick Roberts - (Banjo) leader dei Banjo Kings.[3] (1960-1966)

Di seguito è riportata la formazione nel tempo.

## Discografia
- The Firehouse Five Plus Two Story*, Part One (1951)
- The Firehouse Five Plus Two Story*, Part Two (1951)
- The Firehouse Five Plus Two Story*, Part Three (1952)
- The Firehouse Five Plus Two Story*, Part Four (1952)
- The Firehouse Five Plus Two Plays for Lovers (1956)
- The Firehouse Five Plus Two, Volume Five: Goes South! (1956)
- The Firehouse Five Plus Two Goes To Sea (1957)
- The Firehouse Five Plus Two Dixieland Favorites (1960)
- The Firehouse Five Plus Two Crashes a Party (1960)
- The Firehouse Five Plus Two Around the World (1961)
- The Firehouse Five Plus Two At Disneyland (1962)
- The Firehouse Five Plus Two Goes To a Fire (1964)
- The Firehouse Five Plus Two Twenty Years Later (1970)
- The Firehouse Five Plus Two Live at Earthquake McGoon's (1970)